# Бончев, Стефан
Стефан Бончев Иванов (болг. Стефан Бончев Иванов; 17 (30 января) 1870, Габрово — 21 февраля 1947, София) — болгарский геолог.

## Биография
Родился в Габрово 17 января (30 по новому стилю) 1870 года. Окончил Апрельскую гимназию, затем поступил университет Женевы на факультет естественных наук и окончил его в 1891 году, работал преподавателем в городе Хасково. Изучая хасковский край, Бончев написал свою первую научную работу и составил геологическую карту, которую представил на Пловдивской ярмарке. Благодаря этой работе он сумел получить стипендию для обучения в Цюрихе и Мюнхене по специальности «тектоника». После обучения пытался стать ассистентом в Софийском университете, но не сумел это сделать и до 1919 года работал преподавателем. В 1920 году избран профессором кафедры геологии и палеонтологии Софийского университета, руководил ею до 1940 года. Вёл курсы «Общая геология», «Историческая геология», «Источники и минеральные залежи», «Залежи руды», «Геология Болгарии».
Бончев исследовал западную часть Старой планины и Искарское ущелье. Открыл Свогский антрацитный угольный бассейн. В 1930 году стал инициатором серии геологических исследований в Болгарии, начал создавать геологическую карту Болгарии в масштабе 1:126 000. Основал Болгарское геологическое общество. В целом Бончев сыграл большую роль в развитии болгарской геологии и методах её преподавании, подготовив ряд квалифицированных специалистов.
Скончался 21 февраля 1947 в Софии. Его сын Еким стал также известным геологом.

## Талант преподавателя
Бончев был известен не только как учёный, но и как преподаватель, подготовивший достаточно квалифицированных специалистов благодаря способности найти подход к каждому из учеников. Значительную роль в подготовке самого Бончева как преподавателя сыграла Апрельская гимназия города Габрово, за время обучения в которой он получил большую часть среднего образования и сформировал основу своего характера. В своих воспоминаниях он описал следующий случай из своей жизни:

Начертательная геометрия не преподаётся сегодня, но я многое в этом плане усвоил от габровского жителя Васила Карагёзова. Я был одним из самых сильных учеников в этой дисциплине. В конце года в преддверии ежегодных экзаменов я учил всё до глубокой ночи, потому что не хотел себя опозорить. Утром с тяжёлой головой и, возможно, с опухшими от бессонницы и изнурённости глазами я явился на экзамен. Мне была дана задача, которая действительно являлась одной из самых сложных, но не выходила за пределы моего образования. Но со мной случилось что-то неожиданное: в ушах барабанило, перед глазами словно появилась темнота и покраснение, я был ошеломлён, и задача мне показалась как неприступная вершина. Я откровенно сказал: «Господин учитель, я не могу решить такую задачу». Но вместо того, чтобы разозлиться и поставить единицу или двойку, то есть — «завалить меня», господин Карагёзов подошёл ко мне, положил руку на плечо, спокойно на меня посмотрел и важно произнёс: «Ты ошибаешься, я уверен, что ты можешь и более сложную задачу решить, но вижу, что ты смущён — только когда я говорю, что ты не можешь решить, тогда и ты имеешь право это говорить. Давай, выйди прогуляйся и возвращайся, когда отдохнёшь». Я сделал так, как он сказал, и через полчаса вернулся в класс. Господин Карагёзов дал мне решить эту задачу. Я решил её очень легко, он дал мне вторую — я справился и с ней. Дал мне и третью — ещё сложнее, и я также её решил, как и все другие. «Вот видишь, ты не из тех, кто не знает и не может, ты просто переутомился». Тогда я ему рассказал, что вечером очень много учил. «Возьми себе за правило — готовься к экзамену как следует, но вечером перед экзаменом ничего не повторяй, чтобы твой мозг отдохнул и отсортировал то, что ты давно усвоил. Если ты будешь так делать, то никогда не запутаешься», — так он сказал. Совет моего любезного учителя я усвоил и с тех пор неуклонно применял его. Более того: этот совет я давал сотням и тысячам моих учеников, и все, кто ему следовали, были очень довольны и благодарили меня неоднократно за это. Пусть это моё воспоминание послужит в качестве награды, хоть и недостаточной, господину Карагёзову, который на экзамене проявил себя как хороший преподаватель и человек в отношении ко мне.
Оригинальный текст (болг.)Дескриптивна геометрия ни преподаваше сегашния, отъ мене в много отношения уважаванъ габровски гражданин Василъ Карагьозовъ. Бяхъ един от силните ученици по тоя предметъ.  Накрая на годината, въ навечерието на годишния изпитъ, учих до подиръ среднощъ, понеже не исках да се посрамя. Сутринта съ тежка глава  и вероятно съ подути отъ безсъние и изнуреностъ очи се явихъ на изпитъ. Дадената ми за решение задача, наистина беше една отъ най-сложните, но все пакъ не извънъ силите ми. Обаче с мене стана нещо неочаквано: ушите ми писнаха, пред очите ми някакъ потъмня и сетне почервеня, азъ се слисахъ, задачата ми се видя нищо като недостъпна планина и аз съвсем откровено казахъ: „Г-не  учителю, не мога да реша тая задача.” Вместо да ми се разсърди и пише единица или двойка, т.е. „да ме скъса”, г-нъ Карагьозовъ се приближи до мене, сложи ръка на рамото ми, погледна ме кротко и издълбоко каза: „Какво думашъ, това не е вярно, азъ съм сигуръ, че ти и по-мъчна задача можешъ да решишъ, но виждамъ, че  си смутенъ – само кога ти кажа азъ, че не можешъ, тогава ще имашъ право да говоришъ  това.  Хайде, излезъ навънка се поразходи малко и като се разведришъ, ела.” Направихъ както ми каза и след половин час влязохъ въ класа. Г-нъ Карагьозов ми даде същата задача. Решихъ я веднага съ най-голяма леснота, даде ми и друга – и нея също. Даде ми и трета – още по мъчна, и нея решихъ тъй добре, какато и другите. „Е видиш ли, че не си от тия, които не знаят и не могат, само, че си преуморенъ.” Аз тогава му разказахъ, че в надвечерието съмъ много училъ.  ”Имай го занапредъ за правило, готви се пакъ тъй усилено, но в надвечерието на изпита никога да не учишъ – оставяй тогава мозъка ти да почине и да подреди знанията, които дотогава си усвоилъ.  Ако правишъ така, никога няма да бъркашъ,  каза той.  Съвета на моя любезенъ учителъ азъ напълно усвоихъ и отсетне неуклонно практикувахъ. Нещо повече: същия съветъ съмъ давалъ на стотици и хиляди мои ученици и всички, които са го изпълнявали, са били много доволни, па и неведнъж отсетне са ми изказвали благодарностите си.  Нека тоя мой споменъ послужи като отплата, макаръ и крайно недостатъчна,  къмъ  г-нъ Карагьозовъ, който на изпита се показа такъвъ добъръ  педагогъ и човекъ къмъ мене.”.